# خوسيه رامون باترسون
خوسيه رامون باترسون (بالإسبانية: José Ramón Patterson)‏ هو مراسل إسباني، ولد في 1958.

## وصلات خارجية
- الموقع الرسمي
- خوسيه رامون باترسون على موقع IMDb (الإنجليزية)